# 유선 (문형)
유선(劉璿, 224년 ~ 264년)은 중국 촉한(蜀漢)의 마지막 황제, 후주(後主) 유선(劉禪)의 장남이자 마지막 황태자이다. 자는 문형(文衡). 모친은 왕귀인(王貴人)으로 경애황후(敬哀皇后) 장씨(張氏)의 시녀였다.

## 생애
15세가 되던 238년에 황태자에 책봉되었다. 그러나 유선은 황태자로써는 용렬하여 촉의 많은 문신들이 우려를 표하기도 하였다.
264년, 종회(鍾會)와 강유가 성도(成都)에서 난을 일으켰을 때 난리통에서 살해되었다.

## 같이 보기
- 삼국지 인물 목록